# Comuna Varvarivka, Iemilciîne
Varvarivka (în ucraineană Варварівська сільська рада) este o comună în raionul Iemilciîne, regiunea Jîtomîr, Ucraina, formată din satele Katerînivka, Moisiivka, Radîci, Varvarivka (reședința) și Veresivka.

## Demografie
Componența lingvistică a comunei Varvarivka
     Ucraineană (99,07%)
     Alte limbi (0,83%)
Conform recensământului din 2001, majoritatea populației comunei Varvarivka era vorbitoare de ucraineană (99,07%), existând în minoritate și vorbitori de alte limbi.